# Bad Company (film, 2002)
Pour les articles homonymes, voir Bad Company.
Pour plus de détails, voir Fiche technique et Distribution.
Bad Company ou Mauvaise Fréquentation au Québec est un film d'action tchéco-américain réalisé par Joel Schumacher, sorti en 2002.
Le film est éreinté par la critique et est un échec commercial au box-office.

## Synopsis
Un agent de la Central Intelligence Agency, Kevin Pope, est abattu en plein milieu d'une mission de grande ampleur en sauvant son ami et collègue l'agent Oaks. Il ne peut être remplacé par un autre agent pour la réussite de l'opération. La CIA décide donc de le remplacer par son frère jumeau, un petit délinquant nommé Jake Hayes, qui ignore même qu'il avait un frère jumeau. Oaks va devoir le former alors qu'il n'a aucun point commun avec Kevin Pope, excepté son physique. Entre la République tchèque et les États-Unis, ils vont devoir récupérer un objet qui compromet la sécurité des États-Unis.

## Fiche technique
Sauf indication contraire, les informations mentionnées dans cette section peuvent être confirmées par les bases de données cinématographiques IMDb et Allociné,  présentes dans la section « Liens externes ».
- Titre original et français : Bad Company
- Titre québécois : Mauvaise Fréquentation[1]
- Réalisation : Joel Schumacher
- Scénario : Jason Richman, Michael Browning et Mick Garris[2], d'après une histoire de Gary M. Goodman et David Himmelstein
- Musique : Eddie Berkeley et Trevor Rabin
- Direction artistique : Barbora Bucharova, W. Steven Graham et Jindrich Kocí
- Décors : Jan Roelfs (en)
- Costumes : Beatrix Aruna Pasztor
- Photographie : Dariusz Wolski
- Son : Kevin O'Connell, Greg P. Russell, George Watters II
- Montage : Mark Goldblatt et Robert K. Lambert
- Production : Michael Browning, Jerry Bruckheimer et Mike Stenson
  - Production déléguée : Gary M. Goodman, Chad Oman, Lary Simpson et Clayton Townsend
  - Production associée : Kenny Bates, Eli Richbourg et Pat Sandston
  - Production associée (Tchéquie) : David Minkowski et Matthew Stillman
- Sociétés de production :
  - Tchéquie : Stillking Films
  - États-Unis : présenté par Jerry Bruckheimer Films et Touchstone Pictures
- Sociétés de distribution : Falcon (Tchéquie) ; Buena Vista Pictures Distribution (États-Unis) ; Gaumont Buena Vista International (France)
- Budget : 70 millions de $[3],[4]
- Pays de production :  Tchéquie,  États-Unis
- Langue originale : anglais
- Format : couleur (Technicolor) — 35 mm — 2,39:1 (Panavision) — son DTS / Dolby Digital / SDDS
- Genre : action, comédie, thriller
- Durée : 116 minutes ; 125 minutes (en Espagne)
- Dates de sortie[5] :
  - États-Unis, Québec : 7 juin 2002[1]
  - France, Belgique : 17 juillet 2002[6],[7]
  - Tchéquie : 8 août 2002
  - Suisse romande : 21 août 2002[8]
- Classification :
  - États-Unis : accord parental recommandé, film déconseillé aux moins de 13 ans (PG-13 - Parents Strongly Cautioned)[N 1]
  - Tchéquie : les parents ont la responsabilité de leurs enfants[9]
  - France : tous publics[10]
  - Belgique : tous publics (Alle Leeftijden)[7]
  - Suisse romande : interdit aux moins de 12 ans[11]

## Distribution
- Anthony Hopkins (VF : Pierre Hatet ; VQ : Vincent Davy) : officier Oakes
- Chris Rock (VF : Lucien Jean-Baptiste ; VQ : Gilbert Lachance) : Jake Hayes / Kevin Pope / Michael Turner
- Peter Stormare (VF : Michel Vigné) : Adrik Vas
- Gabriel Macht (VF : Nicolas Marié ; VQ : Daniel Picard) : officier Seale
- Kerry Washington (VF : Valérie Siclay ; VQ : Christine Bellier) : Julia
- Garcelle Beauvais (VF : Pascale Vital) : Nicole
- Adoni Maropis (en) (VF : Gilles Morvan) : Jarma / Dragan Henchman no 1
- Matthew Marsh (VF : Vincent Grass ; VQ : Manuel Tadros) : Dragan Adjanic
- Dragan Mićanović (en) (VF : Cyrille Monge) : Michelle « The Hammer » Petrov
- John Slattery (VF : Jean-Luc Kayser ; VQ : Luis de Cespedes) : Roland Yates
- Brooke Smith (VF : Caroline Beaune) : officier Swanson
- Daniel Sunjata (VF : Thierry Desroses ; VQ : Daniel Lesourd) : officier Carew
- DeVone Lawson Jr. : officier Parish
- Wills Robbins : officier McCain
- Marek Vašut : Andre
- Irma P. Hall (VQ : Johanne Léveillé) : Mme Banks
- Dan Ziskie (en) (VF : Olivier Hémon) : officier Dempsey
- John Aylward (VF : Raoul Delfosse) : officier Ferren
- John Fink (en) : officier Fink
- Michael Ealy : G-Mo
- Lanette Ware (VF : Maïk Darah) : Pam
- Shea Whigham (VF : Éric Herson-Macarel) : agent Wells (non crédité)
- Charlie Day : le drogué (non crédité)

 Source et légende : version française (VF) sur RS Doublage et selon le carton du doublage français sur le DVD zone 2.
 Source et légende : version québécoise (VQ) sur Doublage.qc.ca

## Production
Le scénario est initialement développé dans l'idée d'en faire une suite à Flic de haut vol (1999). Le film s'intitule également Black Sheep mais est changé lorsque la production qu'un film de 1996 porte déjà ce titre.
Le tournage s'est déroulé aux studios Barrandov à Prague en République tchèque puis au World Trade Center, à Manhattan, à New York et à Jersey City, aux États-Unis. Chose assez rare, la CIA a autorisé le tournage dans certains de ses bâtiments aux Etats-Unis. Par ailleurs, des agents ont participé aux films avec des conseils et des détails pour peaufiner l'intrigue. Le producteur Jerry Bruckheimer explique : « Leur coopération nous a été précieuse. Même si nous ne faisons que raconter une histoire, nous montrons des moyens et des situations que ces gens affrontent tous les jours. Leur expérience nous a énormément servi. »

## Bande originale
La musique du film est composée par Trevor Rabin. L'album commercialisé par Hollywood Records contient cependant davantage de chansons d'artistes rap, electro, R'n'B comme OutKast, Gorillaz ou encore Tricky. L'album rencontre un certain succès, se classant notammetn 98e au Billboard 200, 11e au Top R&B/Hip-Hop Albums et 9e au Top Soundtracks. Le single All Out of Love est également classé.
| No  | Titre                                                       | Auteur                                                                             | Producteurs                                          | Durée |
| --- | ----------------------------------------------------------- | ---------------------------------------------------------------------------------- | ---------------------------------------------------- | ----- |
| 1.  | Breathe in, Breathe Out (interprété par Ali & St. Lunatics) | A. Jones                                                                           | Trackboyz                                            | 3:50  |
| 2.  | 911 (interprété par Gorillaz, D12 & Terry Hall)             | - D. Albarn - D. Holton - D. Porter - O. Moore - R. Johnson - V. Carlisle          | - Gorillaz - Jason Cox - Tom Girling                 | 5:49  |
| 3.  | B.O.B. (Bombs Over Baghdad) (interprété par OutKast)        | - A. Benjamin - A. Patton - D. Sheats                                              | Earthtone III                                        | 5:06  |
| 4.  | 6 Million Ways to Live (interprété par Dub Pistols)         | - B. Abdush-Shaheed - B. Ashworth - J. O'Bryan - J. Sheffield - T. Lawrence        | Dub Pistols                                          | 5:03  |
| 5.  | Tonite (interprété par Next)                                | - B. Russell - B. Russell - E. Berkeley - K. Gist - R. Huggar                      | - Eddie Berkeley - KayGee                            | 4:09  |
| 6.  | Na Na (interprété par Pretty Willie)                        | - W. Moore Jr. - W. Wood                                                           | JL                                                   | 4:13  |
| 7.  | Anything for You (interprété par Jaheim & Duganz)           | - D. Angelettie - D. Youngblood - K. Gist - N. Whitfield - R. Lawrence - S. Carter | - Addaryll "Tiger" Wilson - Balewa Muhammad - KayGee | 3:51  |
| 8.  | All Out of Love (interprété par Jagged Edge)                | - C. Davis - G. Russell                                                            | KayGee                                               | 3:52  |
| 9.  | It's Killing Me (In My Mind) (interprété par Blu Cantrell)  | - M. Franks - R. Richard - T. Nkhereanye - T. Cobb                                 | - Don Vito - Tricky Stewart                          | 3:45  |
| 10. | To Keep This Life (interprété par Rama Duke)                | - A. Armato - T. James                                                             | - Antonina Armato - Tim James                        | 4:03  |
| 11. | Excess (interprété par Tricky)                              | - A. Morissette - A. Thaws                                                         | Tricky                                               | 3:45  |
| 12. | Don't Touch (interprété par Ko-La & Tricky)                 | - A. Thaws - P. Melius - W. Nunes                                                  | - Perry Melius - Wayne Nunes                         | 3:34  |
| 13. | My Crew, Pt. 2 (interprété par Supervision & Blind Gotti)   | - C. Broady - D. Bordenave                                                         | Carlos "Six July" Broady                             | 4:28  |
| 14. | Bmbbo (interprété par Trevor Rabin)                         | T. Rabin                                                                           | Trevor Rabin                                         | 4:56  |

## Accueil

### Accueil critique
Le film reçoit des critiques majoritairement très négatives. Sur l'agrégateur américain Rotten Tomatoes, il récolte que 10% d'opinions favorables pour 136 critiques et une note moyenne de 3,9⁄10. Le consensus du site est le suivant : « Chris Rock et Anthony Hopkins ne parviennent pas à générer les étincelles nécessaires pour sauver le film d'un script basique et tout à fait prévisible ». Sur Metacritic, il obtient une note moyenne de 37⁄100 pour 33 critiques.
En France, le film obtient une note moyenne de 2,6⁄5 sur le site AlloCiné, qui recense 14 titres de presse.
Anthony Hopkins avouera plus tard qu'il trouvait le film mauvais mais qu'il l'a fait seulement car son agent lui avait conseillé de faire un blockbuster.

### Box-office
Le film est un échec au box-office : il ne rapporte que 65 millions de dollars dans le monde pour un budget de production de 70 millions de dollars.
| Pays ou région    | Box-office      | Date d'arrêt du box-office | Nombre de semaines |
| ----------------- | --------------- | -------------------------- | ------------------ |
| États-Unis Canada | 30 160 161 $    | 19 septembre 2022          | 15                 |
| France            | 550 486 entrées | -                          | -                  |
| Total mondial     | 65 977 295 $    | -                          | -                  |

## Éditions en vidéo
- En France, le film Bad Company est sorti en DVD le 29 janvier 2003[26]. Le film est également sorti en VOD le 1er février 2019[6].
- Au Québec, le film est sorti en DVD le 12 novembre 2002[1].

## Commentaire
Il s'agit de l'un des derniers films montrants le World Trade Center avant les attentats du 11 septembre 2001.